# Centruroides nigrovariatus
Espèce
Synonymes
- Centrurus nigrovariatus Pocock, 1898

Centruroides nigrovariatus est une espèce de scorpions de la famille des Buthidae.

## Distribution
Cette espèce est endémique d'Oaxaca au Mexique.

## Description
Le mâle holotype mesure 52 mm.

## Publication originale
- Pocock, 1898 : « Descriptions of some new Scorpions from Central and South America. » Annals and Magazine of Natural History, sér. 7, vol. 1, p. 384-394 (texte intégral).